# Retrato de Madame Trabuc
El Retrato de Madame Trabuc es un cuadro de Vincent van Gogh conservado en el Museo del Hermitage de San Petersburgo y pintado en septiembre de 1889 en Saint-Rémy-de-Provence.
Es hacia el 6 de septiembre de 1889 que Van Gogh escribe una carta a su hermano Théo en la cual explica que tiene una necesidad vital de trabajar en su pintura y que teme un nuevo acceso de locura. Indica igualmente que ha hecho el retrato del vigilante del asilo, Trabuc (que él le regala) y se apresta a pintar a su mujer, Jeanne Lafuy Trabuc (1834-1903). La encuentra dulce y desdichada. La morada de los Trabuc era una pequeña casa a algunos pasos del asilo de Saint-Paul.
En otra carta a su hermano Théo datada el 19 de septiembre de 1889, Vincent van Gogh escribe que ha terminado el retrato de la señora Trabuc. 

Me parece que te gustará; hice una copia, pero menos exitosa que el original (...) Está hecho en tonos negro y rosa.

También escribe a su hermana Willemina que ha pintado un retrato de una mujer de negro con la tez olivácea.
Este retrato formaba parte de la colección de Johanna van Gogh, después vendido a la galería Thannhaüser de Berlín donde fue adquirido por Otto Krebs. Este cuadro, como los demás de la colección, fue transferido por el Ejército soviético al Hermitage en 1947, como reparación por los daños de guerra sufridos. Fue mostrado por primera vez al público del Hermitage en 1995 para una exposición titulada « La Pintura francesa de los siglos XIX y XX salida de las colecciones privadas de Alemania. »